# NGC 6851A
NGC 6851A је спирална галаксија у сазвежђу Телескоп која се налази на NGC листи објеката дубоког неба.
Деклинација објекта је - 47° 58' 37" а ректасцензија 20h 5m 48,9s. Привидна величина (магнитуда) објекта NGC 6851 износи 14,1 а фотографска магнитуда 14,9. NGC 6851A је још познат и под ознакама NGC 6861A, ESO 233-25, AM 2002-480, PGC 64086.